# Список городов и общин Шибеникско-Книнской жупании

Шибеникско-Книнская жупания на карте Хорватии

Шибеникско-Книнская жупания включает в себя 5 городов и 15 общин, а общее количество её населённых пунктов составляет 199 наименований. Её административным центром служит город Шибеник, являясь также крупнейшей административной единицей жупании по численности населения.
Города и общины Хорватии сформировались в своём нынешнем виде в 1992 году в ходе изменения административного-территориального устройства страны, когда были разделены существовавшие тогда более крупные общины. Они представляют собой административно-территориальные единицы второго уровня (после жупаний).
Статус города в Хорватии получают населённые пункты, в которых проживает более 10 000 человек, либо имеющие историческое, экономическое или географическое значение. Помимо территории собственно города в образуемую им административно-территориальную единицу город (хорв. grad) входят прилежащие поселения, составляющие с ним единую социальную, экономическую и историческую общность. Хорватское законодательство определяет общины (хорв. općina) как местные органы самоуправления, которые создаются в районе, где несколько населённых пунктов представляют собой природное, экономическое и социальное образование, связанное общими интересами населения этого района.
В данном списке представлены города и общины Шибеникско-Книнской жупании, их названия на хорватском, а также на сербском (в случае, если он в общине является официальным) языках, их площадь и население (по данным переписей 2001 и 2011 годов), географические координаты их административных центров, этнический состав (указаны народы, составляющие больше 1 % от населения общины по данным переписи 2011 года), в примечаниях указаны ссылки на официальные сайты общин, а также на данные по численности населения населённых пунктов общин.

## Список городов и общин

### Города
| Название              | Изображение | Площадь (км²) | Население (по годам переписи) | Население (по годам переписи) | Координаты                      | Этн. состав (2011)                | Карта | Прим.         |
| Название              | Изображение | Площадь (км²) | 2001                          | 2011                          | Координаты                      | Этн. состав (2011)                | Карта | Прим.         |
| --------------------- | ----------- | ------------- | ----------------------------- | ----------------------------- | ------------------------------- | --------------------------------- | ----- | ------------- |
| Водице хорв. Vodice   |             | 130,59        | 8017                          | 8875                          | 43°45′41″ с. ш. 15°46′36″ в. д. | хорваты — 94,30 % сербы — 2,59 %  |       | [ 12 ] [ 13 ] |
| Дрниш хорв. Drniš     |             | 355,00        | 8595                          | 7498                          | 43°51′34″ с. ш. 16°09′16″ в. д. | хорваты — 92,17 % сербы — 7,19 %  |       | [ 14 ] [ 15 ] |
| Книн хорв. Knin       |             | 331,71        | 15 190                        | 15 407                        | 44°02′27″ с. ш. 16°11′43″ в. д. | хорваты — 75,37 % сербы — 23,05 % |       | [ 16 ] [ 17 ] |
| Скрадин хорв. Skradin |             | 186,79        | 3986                          | 3825                          | 43°49′02″ с. ш. 15°55′21″ в. д. | хорваты — 79,24 % сербы — 17,75 % |       | [ 18 ] [ 19 ] |
| Шибеник хорв. Šibenik |             | 433,00        | 49 374                        | 46 332                        | 43°44′05″ с. ш. 15°53′39″ в. д. | хорваты — 94,62 % сербы — 3,10 %  |       | [ 20 ] [ 21 ] |

### Общины
| Название                                             | Изображение | Площадь (км²) | Население (по годам переписи) | Население (по годам переписи) | Координаты                      | Этн. состав (2011)                | Карта | Прим.         |
| Название                                             | Изображение | Площадь (км²) | 2001                          | 2011                          | Координаты                      | Этн. состав (2011)                | Карта | Прим.         |
| ---------------------------------------------------- | ----------- | ------------- | ----------------------------- | ----------------------------- | ------------------------------- | --------------------------------- | ----- | ------------- |
| Билице хорв. Bilice                                  |             | 25,66         | 2179                          | 2307                          | 43°47′19″ с. ш. 15°52′35″ в. д. | хорваты — 97,27 % сербы — 1,47 %  |       | [ 22 ] [ 23 ] |
| Бискупийя хорв. Biskupija; серб. Бискупија/Biskupija |             | 133,45        | 1669                          | 1699                          | 44°00′30″ с. ш. 16°13′38″ в. д. | сербы — 85,46 % хорваты — 13,60 % |       | [ 24 ] [ 25 ] |
| Киево хорв. Kijevo                                   |             | 74,37         | 533                           | 417                           | 43°58′46″ с. ш. 16°21′25″ в. д. | хорваты — 100,00 %                |       | [ 26 ] [ 27 ] |
| Кистанье хорв. Kistanje; серб. Кистање/Kistanje      |             | 244,11        | 3038                          | 3481                          | 43°58′50″ с. ш. 15°57′43″ в. д. | сербы — 62,22 % хорваты — 36,83 % |       | [ 28 ] [ 29 ] |
| Муртер-Корнаты хорв. Murter-Kornati                  |             | 81,08         | 2075                          | 2044                          | 43°49′15″ с. ш. 15°35′16″ в. д. | хорваты — 97,65 %                 |       | [ 30 ] [ 31 ] |
| Пировац хорв. Pirovac                                |             | 40,97         | 1846                          | 1930                          | 43°49′07″ с. ш. 15°39′57″ в. д. | хорваты — 92,64 % сербы — 1,19 %  |       | [ 32 ] [ 33 ] |
| Примоштен хорв. Primošten                            |             | 57,18         | 2992                          | 2828                          | 43°35′09″ с. ш. 15°55′19″ в. д. | хорваты — 96,39 %                 |       | [ 34 ] [ 35 ] |
| Промина хорв. Promina                                |             | 139,41        | 1317                          | 1136                          | 43°57′42″ с. ш. 16°04′38″ в. д. | хорваты — 94,81 % сербы — 3,52 %  |       | [ 36 ] [ 37 ] |
| Рогозница хорв. Rogoznica                            |             | 70,55         | 2391                          | 2345                          | 43°32′06″ с. ш. 15°58′03″ в. д. | хорваты — 96,55 %                 |       | [ 38 ] [ 39 ] |
| Ружич хорв. Ružić                                    |             | 160,28        | 1775                          | 1591                          | 43°49′29″ с. ш. 16°15′17″ в. д. | хорваты — 98,99 %                 |       | [ 40 ] [ 41 ] |
| Тисно хорв. Tisno                                    |             | 67,03         | 3239                          | 3094                          | 43°48′02″ с. ш. 15°38′29″ в. д. | хорваты — 96,67 %                 |       | [ 42 ] [ 43 ] |
| Трибунь хорв. Tribunj                                |             | 15,16         | 1390                          | 1536                          | 43°45′18″ с. ш. 15°44′33″ в. д. | хорваты — 95,96 % сербы — 1,63 %  |       | [ 44 ] [ 45 ] |
| Унешич хорв. Unešić                                  |             | 187,45        | 2160                          | 1686                          | 43°44′28″ с. ш. 16°10′57″ в. д. | хорваты — 99,70 %                 |       | [ 46 ] [ 47 ] |
| Цивляне хорв. Civljane; серб. Цивљане/Civljane       |             | 83,28         | 137                           | 239                           | 43°57′10″ с. ш. 16°24′12″ в. д. | сербы — 78,66 % хорваты — 19,67 % |       | [ 48 ] [ 49 ] |
| Эрвеник хорв. Ervenik; серб. Ервеник/Ervenik         |             | 212,28        | 988                           | 1105                          | 44°06′14″ с. ш. 15°56′43″ в. д. | сербы — 97,19 % хорваты — 2,53 %  |       | [ 50 ] [ 51 ] |

## Карта
На административной карте Шибеникско-Книнской жупании указано расположение центров её городов и общин (центры городов отмечены точками крупнее, чем центры общин).